# 烏帽龍占
扁裸頰鯛，又稱烏帽龍占，俗名龍尖，為輻鰭魚綱鱸形目龍占魚科的其中一個種。

## 分布
本魚分布於印度西太平洋區，包括紅海、東非、馬達加斯加、模里西斯、留尼旺、馬爾地夫、塞席爾群島、波斯灣、斯里蘭卡、印度、安達曼海、泰國、印尼、馬來西亞、越南、日本、台灣、中國沿海、菲律賓、新幾內亞、澳洲、馬里亞納群島、諾魯、帛琉、所羅門群島、馬紹爾群島、密克羅尼西亞、斐濟群島、夏威夷群島、薩摩亞群島、法屬波里尼西亞、新喀里多尼亞、東加、吉里巴斯、吐瓦魯、萬納杜等海域。

## 深度
水深20至90公尺。

## 特徵
本魚體呈淡褐色，腹側顏色較淡，頭頂褐色。頰部無鱗，尾鰭分叉，上下葉末梢尖，呈紅色。背鰭軟條部起點下方有一白點，其顯著特徵乃在鰓蓋骨後緣及腹鰭基底有紅色斑。側線鱗片數47至48枚，背鰭硬棘10枚、軟條9枚；臀鰭硬棘3枚、軟條8枚。體長可達52公分。

## 生態
本魚棲息在礁湖或向海礁坡，屬於肉食性，以魚類、甲殼類及軟體動物為食。

## 經濟利用
為肉質鮮美的食用魚，適合煮味增湯或油炸食用。